# Обсерватория имени Гёте Линка
Обсерватория Гёте Линка — астрономическая обсерватория, около Бруклина, Индиана (США), принадлежащая университету Индианы и относящаяся к Индианскому Астрономическому Обществу. Обсерватория названа в честь доктора Goethe Link, хирурга Индианаполиса, который вложил много средств в постройку. Строительство обсерватории началась в 1937 году, а первые наблюдения начались в 1939 году. Гёте Линк передал обсерваторию университету Индианы в 1948 году. 
В обсерватории было открыто много астероидов, включая (1578) Кирквуд. В Центре малых планет обсерватория зарегистрирована под именем «университет Индианы» (англ. Indiana University), и c 1949 по 1966 год в обсерватории проводилась Астероидная программа Индианы с использованием 10 дюймового (f/6.5) «Триплета Кука». Результатом программы стало открытие 119 астероидов, включая (1602) Индиана, (1741) Джиклас, (1762) Расселл и пр.